# Netzwoche
Die Netzwoche ist ein Schweizer Fachmagazin für die ICT-Branche. Die Fachzeitschrift berichtet über IT, Telekommunikation, E-Business, Online und Webtechnologien. Online berichtet die Netzwoche täglich über die Ereignisse aus der Schweizer ICT-Branche und widmet sich wirtschaftlichen und strategischen IT-Themen, die für das Management von Unternehmen relevant sind. Das Magazin Netzwoche erscheint 14-täglich. Herausgeber der Netzwoche Online und Print ist die Netzmedien AG, Zürich.
Die Netzwoche ist das offizielle Publikationsorgan der Simsa (Swiss Interactive Media and Software Association). Die WEMF-beglaubigte Auflage beträgt 4'563 (Vj. 4'611) verkaufte bzw. 6'927 (Vj. 6'865) verbreitete Exemplare.
In Zusammenarbeit mit Simsa verleiht die Netzwoche jährlich den Internetpreis «Best of Swiss Web» in verschiedenen Kategorien.

## ICTjournal
ICTjournal ist die französischsprachige Ausgabe. Sie erscheint monatlich und hat eine Auflage von 2'744 (Vj. 2'761) verkauften bzw. 2'911 (Vj. 2'801) verbreiteten Exemplaren.